# Vincent Durupt
Vincent Durupt, né le 11 février 1981, est un rameur d'aviron français.

## Palmarès

### Championnats du monde
- 2005 à Kaizu
  -  Médaille d'or en quatre avec barreur